# 山形纵帘蛤
山形纵帘蛤（学名：Gafrarium aequivocum）是帘蛤目帘蛤科厚壳蛤属的一种。

## 分佈
主要分佈於越南、台湾，常栖息在潮间带沙滩、泥滩。